# Gare de Valenciennes
Ne doit pas être confondu avec Gare de Valenciennes-Faubourg-de-Paris.
La gare de Valenciennes est une gare ferroviaire française des lignes de Fives à Hirson, Douai à Blanc-Misseron et Lourches à Valenciennes.
Elle est située à proximité du centre-ville de Valenciennes, sous-préfecture du département du Nord, en région Hauts-de-France.
C'est une gare de la Société nationale des chemins de fer français (SNCF), desservie par des TGV inOui et des trains régionaux du réseau TER Hauts-de-France.

## Situation ferroviaire

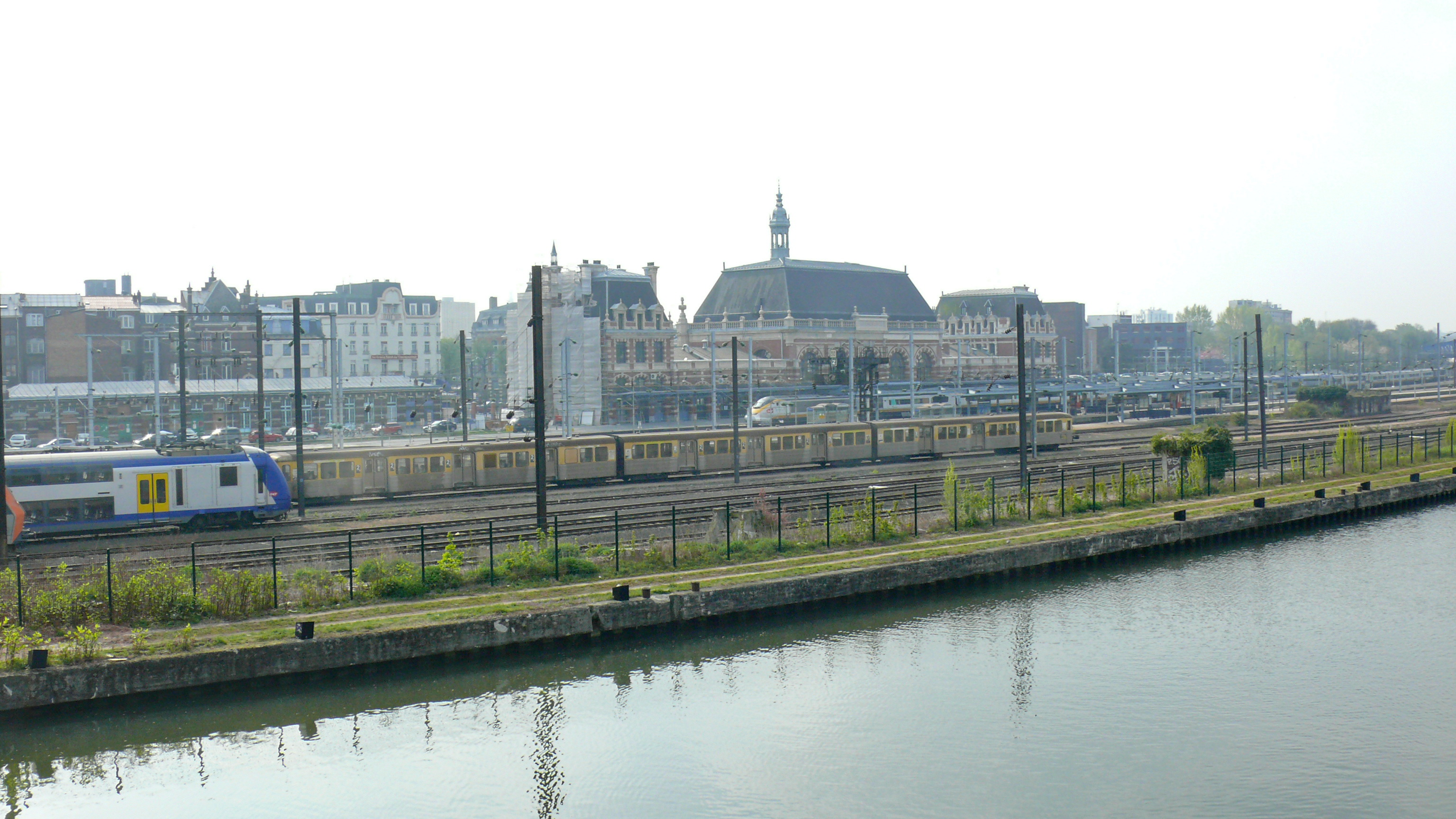
Vue générale de la gare, depuis le Pont Jacob.

Établie à 22 mètres d'altitude, la gare de bifurcation de Valenciennes est située au point kilométrique (PK) 47,380 de la ligne de Fives à Hirson, entre les gares ouvertes de Saint-Amand-les-Eaux et du Poirier-Université, et au PK 250,021 de la ligne de Douai à Blanc-Misseron après la gare ouverte de Beuvrages. Elle est également l'aboutissement de la ligne de Lourches à Valenciennes, au PK 242,380, après la gare ouverte de Trith-Saint-Léger ; s'intercalait celle, désormais fermée, de Valenciennes-Faubourg-de-Paris.

## Histoire
La gare de Valenciennes est la plus ancienne du réseau de la Compagnie des chemins de fer du Nord. La ligne de Valenciennes à Blanc-Misseron et Quiévrain est une des premières réalisées en France, et la deuxième à caractère international : elle est en effet déclarée d'intérêt public par une loi le 15 juillet 1840 et ouverte le 14 novembre 1842 par l'État, seulement une semaine après la ligne de Lille à Mouscron. Elle permet de relier Valenciennes et son bassin minier au réseau ferroviaire des Chemins de fer de l’État belge, notamment la ligne de Quiévrain à Bruxelles.
Le tableau du classement par produit des gares du département du Nord pour l'année 1862, réalisé par Eugène de Fourcy ingénieur en chef du contrôle, place la station de Somain au 6e rang, et au 11e pour l'ensemble du réseau du Nord, avec un total de 1 408 689,38 francs. Dans le détail, cela représente : 364 512,90 francs pour un total de 123 918 voyageurs transportés, la recette marchandises étant de 71 141,50 francs (grande vitesse) et 973 034,98 francs (petite vitesse).
Avant 1872, la gare de Valenciennes était une gare en impasse.
Le premier bâtiment voyageurs était construit en bois, en raison de la nature de place forte de la ville de Valenciennes jusqu'en 1890. Il s'agit d'un édifice à étage dont la partie principale comportait 15 travées sous un toit à deux pentes. Les trois travées médianes de l'étage étaient surmontées par trois corniches en mitre et une tour d'horloge. Des ailes, une avancée entièrement vitrée et un auvent couvrant les voies complétaient cet édifice d'aspect dépouillé.
Le bâtiment voyageurs de 1909, construit sur un mode monumental avec un bâtiment central flanqué de deux pavillons latéraux reliés par des bas-côtés, a été réalisée notamment en pierre de Soignies, en pierre de Saint-Vaast-lès-Mello, en pierre de Saint-Maximien et en brique rouge, par la Compagnie des chemins de fer du Nord, est rénové en 2010. Elle est implantée le long de l'Escaut et dispose d'importantes installations marchandises.
En 1918, lors de la Première Guerre mondiale, la gare subit un bombardement qui ruine la halle métallique couvrant les quais,.
La gare abritait un important dépôt de la Compagnie du Nord, qui fut détruit en quasi-totalité pendant la Seconde Guerre mondiale. Il a été reconstruit et agrandi après-guerre. Il abrita entre autres, des machines de type 230 A, 040 TG, 130 TB, 030 TD, 150 X. Ce dépôt vapeur cessa son activité avec l'électrification ou la diéselisation des lignes qu'il desservait. Ses installations furent démolies en 1979.
Le 30 septembre 1978, la gare est le terminus de la circulation inaugurale de la première rame inox omnibus Nord-Pas-de-Calais. Alors tracté par la locomotive BB 17074, ce train précédait la mise en service du Transport collectif régional le lendemain.
La gare comportait un buffet, qui fut un restaurant gastronomique réputé. Après plusieurs années de déclin, ce restaurant ferme en octobre 2014.
Le 25 mars 2022, un train de fret pour Calais prend feu en gare, faisant un mort et six blessés, tous de jeunes migrants érythréens, à la suite d'un arc électrique, alors qu'ils tentaient de monter sur un des wagons.
En 2023, la SNCF estime la fréquentation annuelle de cette gare à 3 144 191 voyageurs.

## Service des voyageurs

### Accueil

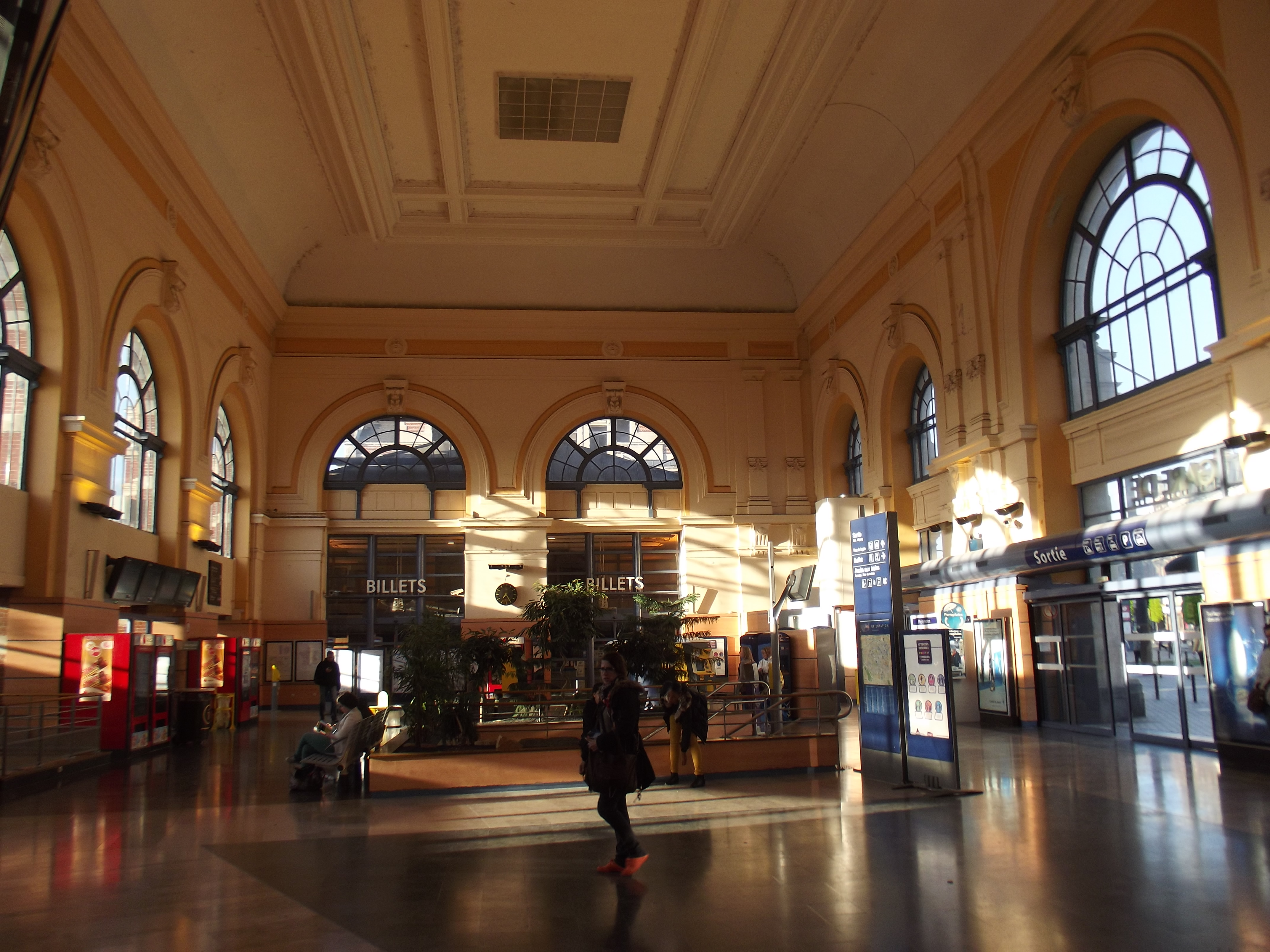
Le hall.

Gare SNCF, elle dispose d'un bâtiment voyageurs, avec guichets, ouvert tous les jours. Elle est équipée d'automates pour l'achat de titres de transport. C'est une gare « Accès Plus » disposant d'aménagements, d'équipements et de services pour les personnes à la mobilité réduite.

### Desserte
La gare est desservie par des TGV inOui (liaison Paris – Arras – Douai – Valenciennes, dont certains trains transitent par Lens).
C'est aussi une gare régionale, desservie par des trains TER Hauts-de-France. Ces derniers sont en provenance ou à destination de Lille, Douai, Cambrai, Maubeuge, Jeumont, Hirson et Charleville-Mézières, mais également de Dunkerque (en été).
Par ailleurs, un TGV, affrété par l'archidiocèse de Cambrai pour les pèlerins, part chaque année vers Lourdes.

### Intermodalité

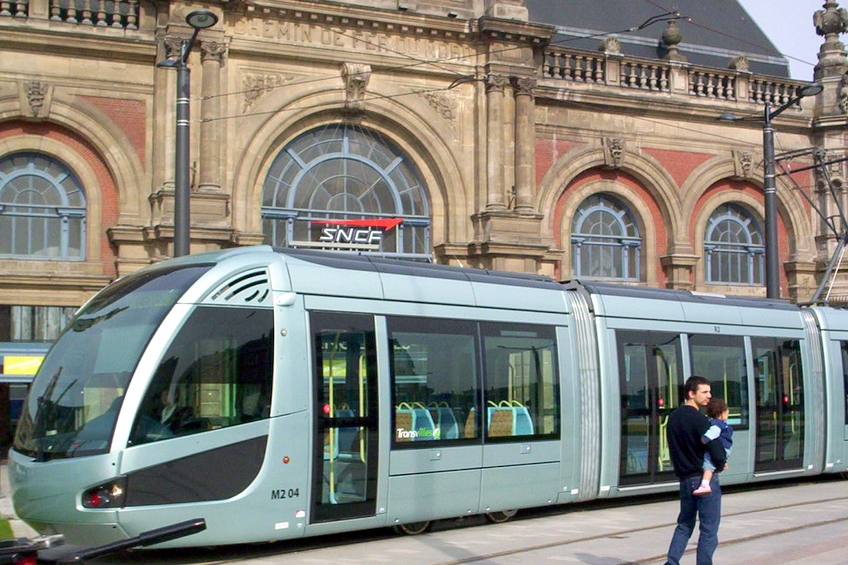
Le tramway, devant la gare.

Un parc pour les vélos et un parking sont aménagés aux abords de la gare.
Elle est desservie par le réseau urbain Transvilles, à la station Gare, par :
- le tramway (lignes T1 et T2) ;
- des autobus (lignes 1, 5, 6, 30, S1, L, IGO2, C1, C2, 103 et 131).

À cela s'ajoutent des autocars du réseau interurbain Arc-en-Ciel (lignes 951, 953 et 990).

## À la télévision
En novembre 2015, une courte scène d'un épisode (diffusé en mai 2016) de la saison 4 de la série policière Candice Renoir est tournée dans la gare. On y voit le commandant Renoir arriver par un TGV, la façade du bâtiment voyageurs et le passage du tramway.

## Galerie de photographies

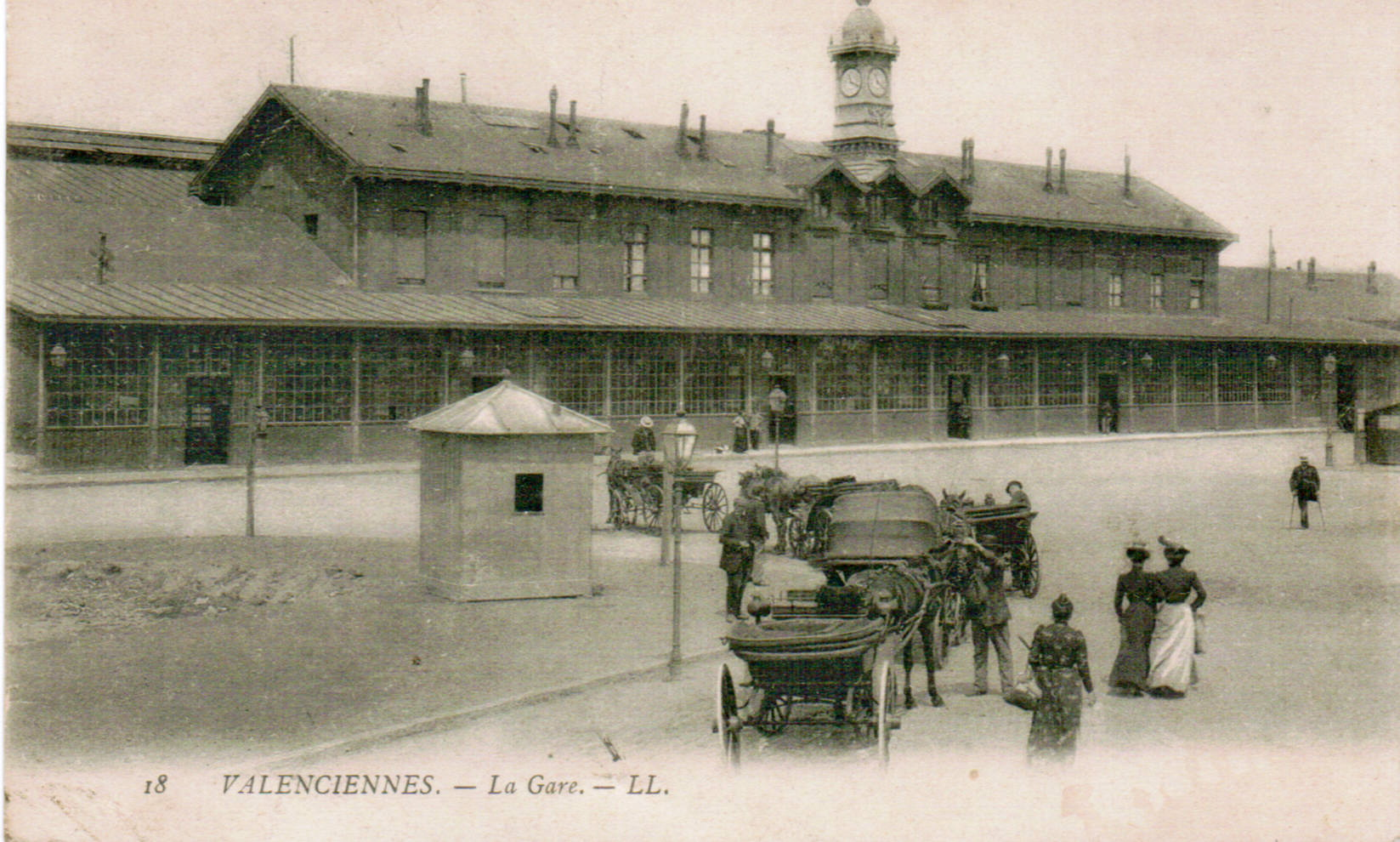
Le bâtiment voyageurs d'origine, construit en bois.
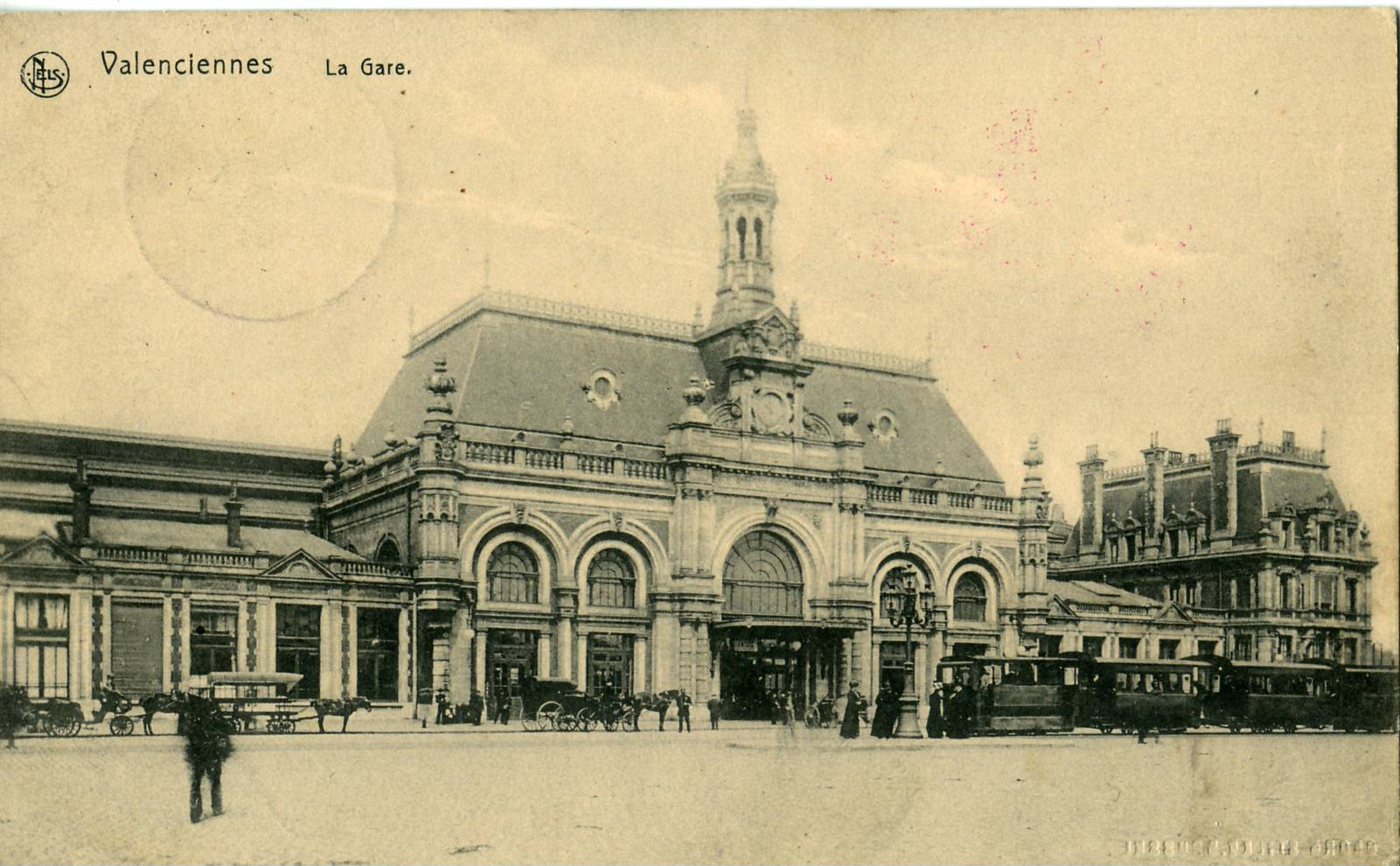
La gare actuelle, avant la Première Guerre mondiale. Devant le bâtiment stationne une rame à vapeur de l'ancien tramway de Valenciennes.
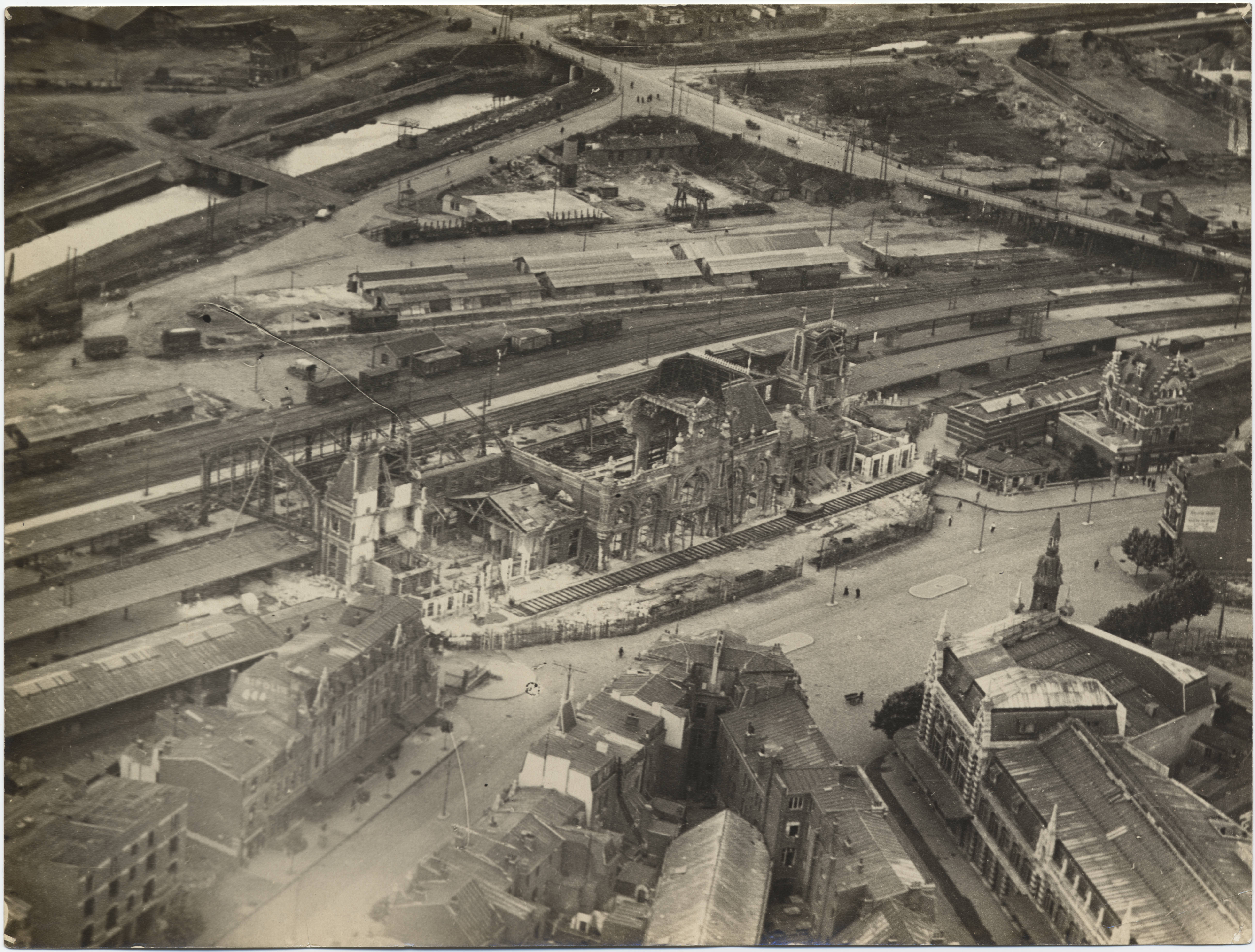
Photo aérienne (issue de la collection d'un soldat canadien) montrant la destruction de la gare, en 1918.
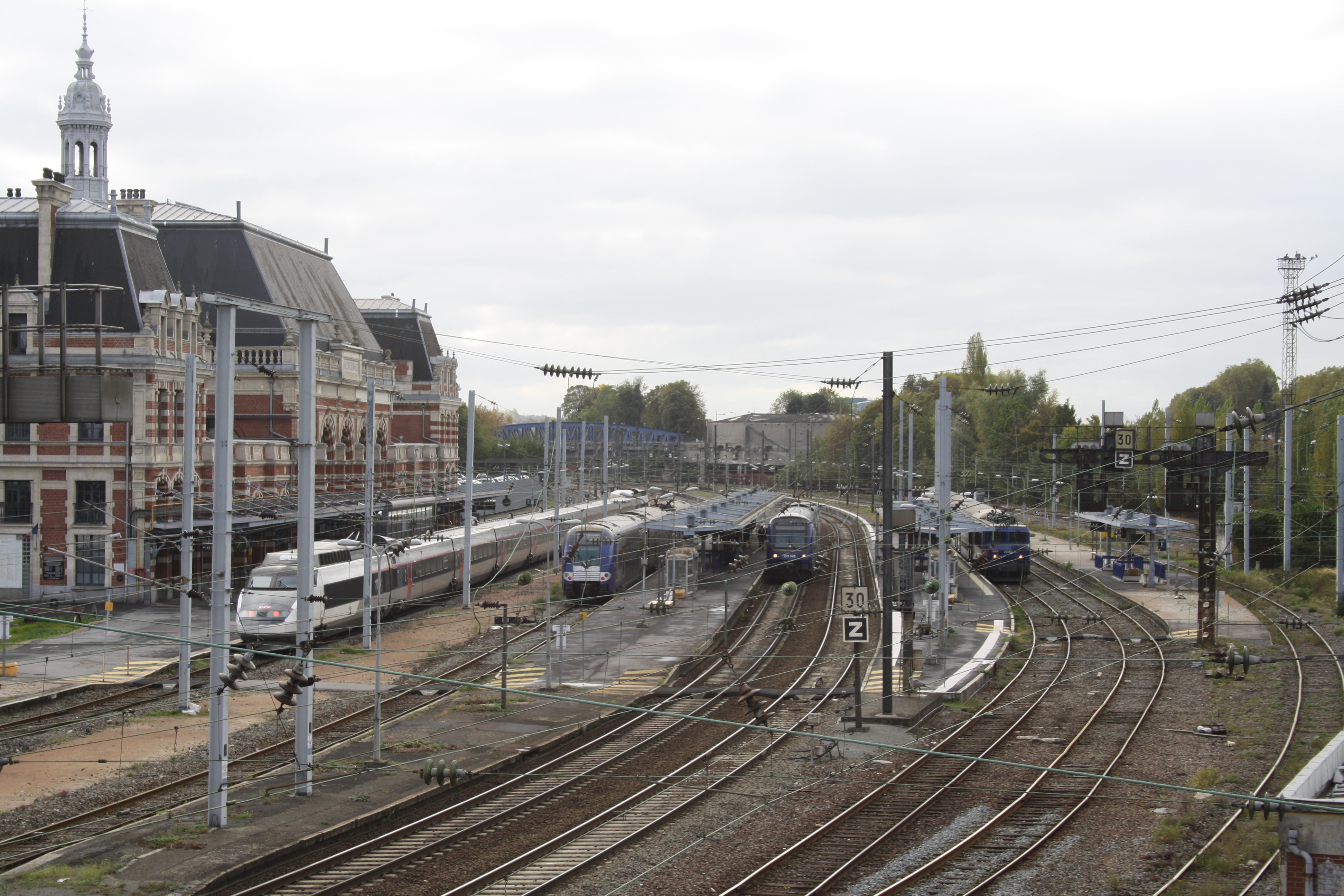
La gare en 2018, vue de l'avenue de Dunkerque.
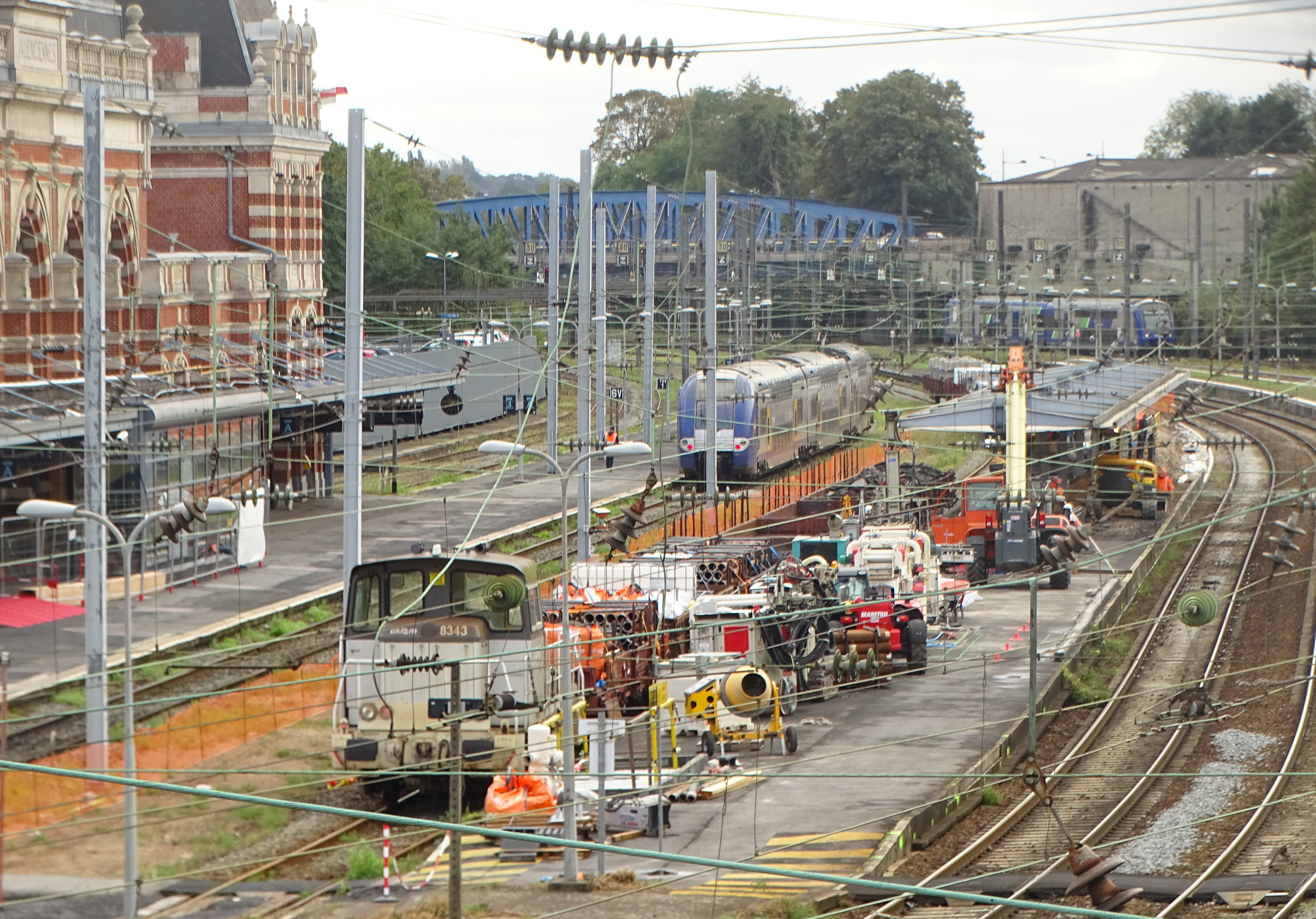
Travaux en 2020, visant à installer des ascenseurs.